# Румыния на летних Олимпийских играх 1960
На летних Олимпийских играх 1960 года Румынию представляло 98 спортсменов (82 мужчины и 16 женщин), выступивших в 13 видах спорта. Они завоевали 3 золотых, 1 серебряную и 6 бронзовых медалей, что вывело румынскую сборную на 11-е место в неофициальном командном зачёте.

## Медалисты
| Медаль  | Спортсмен                                                                                         | Вид спорта                  | Дисциплина                              |
| ------- | ------------------------------------------------------------------------------------------------- | --------------------------- | --------------------------------------- |
| Золото  | Иоланда Балаш                                                                                     | Лёгкая атлетика             | Женщины, прыжки в высоту                |
| Золото  | Думитру Пырвулеску                                                                                | Борьба                      | Мужчины, греко-римская борьба, до 52 кг |
| Золото  | Йон Думитреску                                                                                    | Стрельба                    | Мужчины, траншейный стенд               |
| Серебро | Йон Черня                                                                                         | Борьба                      | Мужчины, греко-римская борьба, до 57 кг |
| Бронза  | Лия Манолиу                                                                                       | Лёгкая атлетика             | Женщины, метание диска                  |
| Бронза  | Ион Моня                                                                                          | Бокс                        | Мужчины, до 75 кг                       |
| Бронза  | Леон Ротман                                                                                       | Гребля на байдарках и каноэ | Мужчины, каноэ-одиночки, 1.000 м        |
| Бронза  | Йон Цэрану                                                                                        | Борьба                      | Мужчины, греко-римская борьба, до 79 кг |
| Бронза  | Мария Викол                                                                                       | Фехтование                  | Женщины, рапира, личное первенство      |
| Бронза  | Атанасия Ионеску Элена Леуштяну Сония Иован Эмилия Вэтэшою Элена Мэргэрит-Никулеску Утта Поречану | Спортивная гимнастика       | Женщины, командный зачёт                |

## Результаты соревнований

### Академическая гребля
В следующий раунд из каждого заезда проходили несколько лучших экипажей (в зависимости от дисциплины). В финал A выходили 6 сильнейших экипажей.
Мужчины
| Соревнование | Спортсмены                    | Предварительный заезд | Предварительный заезд | Предварительный заезд | Отборочный заезд | Отборочный заезд | Отборочный заезд | Полуфинал             | Полуфинал             | Полуфинал             | Финал                 | Финал                 |
| Соревнование | Спортсмены                    | Заезд                 | Время                 | Место                 | Заезд            | Время            | Место            | Заезд                 | Время                 | Место                 | Время                 | Место                 |
| ------------ | ----------------------------- | --------------------- | --------------------- | --------------------- | ---------------- | ---------------- | ---------------- | --------------------- | --------------------- | --------------------- | --------------------- | --------------------- |
| двойки       | Штефан Куречка Георге Риффелт | 2                     | 7:35,77               | 4                     | 4                | 7:59,67          | 4                | завершили выступление | завершили выступление | завершили выступление | завершили выступление | завершили выступление |